# ابراهیم‌آباد (شهریار)
ابراهیم‌آباد (شهریار)، روستایی از توابع بخش مرکزی شهرستان شهریار در استان تهران ایران است.
این روستا به عنوان نگین سر سبز شرستان شهریار شناخته می شود. محصولات کشاورزی این روستا شامل انواع میوه‌های مرغوب تابستانی از جمله گوجه‌سبز، هلو، شلیل، سیب، گلابی، گردو، زردآلو و سایر محصولات مشابه است. این محصولات از نظر طعم و کیفیت نسبت به سایر باغات استان تهران در بالاترین سطح قرار دارند.
همچنین این روستا به دلیل زمین های کشاورزی گسترده اش سالانه میزبان گردشگرانی از سراسر استان تهران به مناسبت روز طبیعت و یا (13 فروردین) می باشد.

## جمعیت
این روستا در دهستان فردوس قرار دارد و براساس سرشماری مرکز آمار ایران در سال 1395، جمعیت آن 1354نفر (410 خانوار) بوده‌است.
| مردان | زنان | خانوار | کل جمعیت |
| ----- | ---- | ------ | -------- |
| 692   | 662  | 419    | 1357     |